# Nu tändas tusen juleljus (album av Åsa Jinder)
Nu tändas tusen juleljus är ett julalbum från 2008 av Åsa Jinder.

## Låtlista
1. Betlehems stjärna (Alice Tegnér)
2. Nu tändas tusen juleljus (Emmy Köhler)
3. Laudate Dominum (Wolfgang Amadeus Mozart)
4. I himmelen (trad.)
5. När det lider mot jul (Det strålar en stjärna) (Ruben Liljefors)
6. Bereden väg för Herran (Frans Michael Franzén)
7. Dagen är kommen (Adeste Fideles) (John Francis Wade)
8. Maria går i rosengård (Max Reger)
9. Away in a Manger (William J. Kirkpatrick, arr. Lennart Sjöholm)
10. Julvisa (Jean Sibelius)
11. Jul, jul, strålande jul (Gustaf Nordqvist)
12. Stilla natt (Stille Nacht, heilige Nacht) (Franz Gruber)

## Medverkande
- Åsa Jinder - nyckelharpa, arrangör, producent
- Nicke Widén - dobro
- Emil Skogh - kontrabas

### Fotnoter
1. ↑  ”Nu tändas tusen juleljus”. Svensk mediedatabas. 26 februari 2008. http://smdb.kb.se/catalog/id/002595182. Läst 31 december 2013.